# Blagoy Ivanov
Blagoy Ivanov, (bulgariska: Благой Иванов) född 9 oktober 1986 i Sandanski, är en bulgarisk MMA-utövare som sedan 2018 tävlar i organisationen Ultimate Fighting Championship.